# كلية التجارة جامعة الأزهر بالقاهرة
كلية التجارة جامعة الأزهر بالقاهرة هي إحدي كليات جامعة الأزهر، تقع بمدينة نصر، تم انشاؤها عام 1961.

## نبذة عامة
أنشئت كلية التجارة بموجب القانون رقم 103 لسنة 1961، حيث أنشئت هذه الكلية في عام 1961 تحت اسم كلية المعاملات والإدارة وكانت مدة الدراسة فيها خمس سنوات، ثم خفضت هذه المدة بعد ذلك إلى أربع سنوات بعد إلغاء الفرقة الإعدادية عام 1965، وفي مايو 1966 تخرجت الدفعة الأولى من الكلية.

### رؤية الكلية
أنشئت كلية التجارة بنين جامعة الأزهر بالقاهرة لتكون رائدة على مستوى الدول العربية والإسلامية في إعداد قادة أعمال المستقبل وتخريج أفضل الكوادر المهنية والبحاثة في التخصصات المختلفة لكلية التجارة.

### رسالة الكلية
تتلخص رسالة الكلية في إعداد الطلاب المتميزين بما يتناسب مع المتطلبات المهنية الحديثة لمختلف تخصصات الكلية في بيئة علمية تقنية متطورة ومشجعة على الابتكار، وتوفير بيئة أكاديمية محترفة لأعضاء هيئة تدريسها، بما يحقق لها التميز في خدمة المجتمع.

### أهداف الكلية
تهدف كلية التجارة بنين جامعة الأزهر بالقاهرة إلى تأهيل وتطوير الكفاءات الإدارية والقيادية المحترفة القادرة على قيادة منظمات الأعمال في كل من القطاعين الخاص والعام للمساهمة الفعالة في التنمية الاقتصادية والاجتماعية داخل الوطن وخارجه وذلك عن طريق تحقيق التميز في التعليم من خلال تقديم تعليم متخصص ذو جودة وكفاءة عالية واستخدام أحدث الوسائل التعليمية والتدريبية.

## نظام الدراسة
الدراسة في ظل اللائحة الحالية مشتركة في الفرقتين الأولى والثانية، وتتشعب في الفرقة الثالثة إلى أربعة شعب هي: محاسبة، ومن أعضاء هيئة التدريس في هذا القسم أ.د محمد عبد الحليم عُمَر، إدارة، تأمين، إحصاء، اقتصاد، وإدارة الأعمال، علوم سياسية، بجانب العلوم الشرعية، ولقد كان واحداً من الأهداف البارزة لكلية التجارة يتمثل في تطوير المعاملات في المجتمع الإسلامي بما يتوافق مع نصوص وروح الشريعة الإسلامية، حيث عالجت مناهج الدراسة ذلك في مرحلتي الإجازة العالية والدراسات العليا.

### الدرجات العلمية التي تمنحها الكلية
تعطى الكلية درجة بكالوريوس في المحاسبة وإدارة الأعمال والتأمين والاقتصاد والإدارة والعلوم السياسية ، كما تعطي درجتي الماجستير والدكتوراه.